# داون أودونيل
داون أودونيل (بالإنجليزية: Dawn O'Donnell)‏ هي رائدة أعمال أسترالية، ولدت في عقد 1920، وتوفيت في 10 يونيو 2007 بسبب سرطان المبيض.